# Alexandre de Chypre
Pour les articles homonymes, voir Alexandre.
Alexandre de Chypre est un moine chrétien de Chypre et un hagiographe du VIe siècle.
On conserve de cet auteur deux écrits hagiographiques, l'un sur l'invention de la Vraie Croix, écrit pour la fête de l'Exaltation le 14 septembre, l'autre sur l'apôtre Barnabé, dont les reliques furent découvertes à Salamine de Chypre. Alexandre est un point de référence incontournable sur ces deux dossiers de l'hagiographie byzantine.

## Sources
- Clavis Patrum Græcorum 7398-7400
- Pinakes